# Belendi
Els belendi (en llatí Belendi) van ser un poble aquità esmentat per Plini el Vell. El seu nom es conserva en el poble de Belin a les Landes, un poble situat entre Bordeus i Baiona, que era l'antiga Belinum, a la vora del riu Eyre. Aquest riu estava creuat per un pont anomenat Pons Belini.